# Marselino Ferdinan
Marselino Ferdinan, né le 9 septembre 2004 à Jakarta en Indonésie, est un footballeur international indonésien qui évolue au poste de milieu offensif à Oxford United.

## Biographie

### En club
Né à Jakarta en Indonésie, Marselino Ferdinan est formé par le Persebaya Surabaya, où il commence sa carrière professionnelle. Il joue son premier match le 21 mars 2021, à l'occasion d'une rencontre de Coupe de la ligue contre le PSS Sleman. Il est titularisé lors de ce match perdu par son équipe (1-0 score final). 
Le 1er février 2023, Marselino Ferdinan rejoint la Belgique afin de s'engager en faveur du KMSK Deinze. Il signe un contrat courant jusqu'en juin 2024, avec une année supplémentaire en option.

### En sélection
En janvier 2022, Marselino Ferdinan est convoqué pour la première fois avec l'équipe nationale d'Indonésie par le sélectionneur Shin Tae-yong. Il honore sa première sélection lors de ce rassemblement, le 27 janvier 2022, à l'occasion d'un match amical contre le Timor oriental. Il entre en jeu à la place d'Evan Dimas et son équipe s'impose par quatre buts à un. Cette apparition fait de lui le deuxième plus jeune joueur de l'histoire de l'Indonésie, à 17 ans, 4 mois et 18 jours. Il est devancé par Ronaldo Kwateh, fêtant lui aussi sa première sélection ce jour-là.
Ferdinan inscrit son premier but avec l'Indonésie le 15 juin 2022, lors d'une rencontre comptant pour les éliminatoires de la Coupe d'Asie des nations 2023, contre le Népal. Entré en jeu à la place de Marc Klok (en), il contribue à la victoire de son équipe par sept buts à zéro. Avec ce but il établit un nouveau record en devenant, à 17 ans, neuf mois et cinq jours le plus jeune buteur de l'histoire de la sélection indonésienne.